# Eumastusia
Eumastusia is een geslacht van rechtvleugeligen uit de familie veldsprinkhanen (Acrididae). De wetenschappelijke naam van dit geslacht is voor het eerst geldig gepubliceerd in 1911 door Bruner.

## Soorten
Het geslacht Eumastusia  is monotypisch en omvat slechts de volgende soort:
- Eumastusia koebelei (Rehn, 1909)